# Baiersröderhof
Der Baiersröderhof ist eine Staatsdomäne in der Gemeinde Hammersbach im hessischen Main-Kinzig-Kreis.

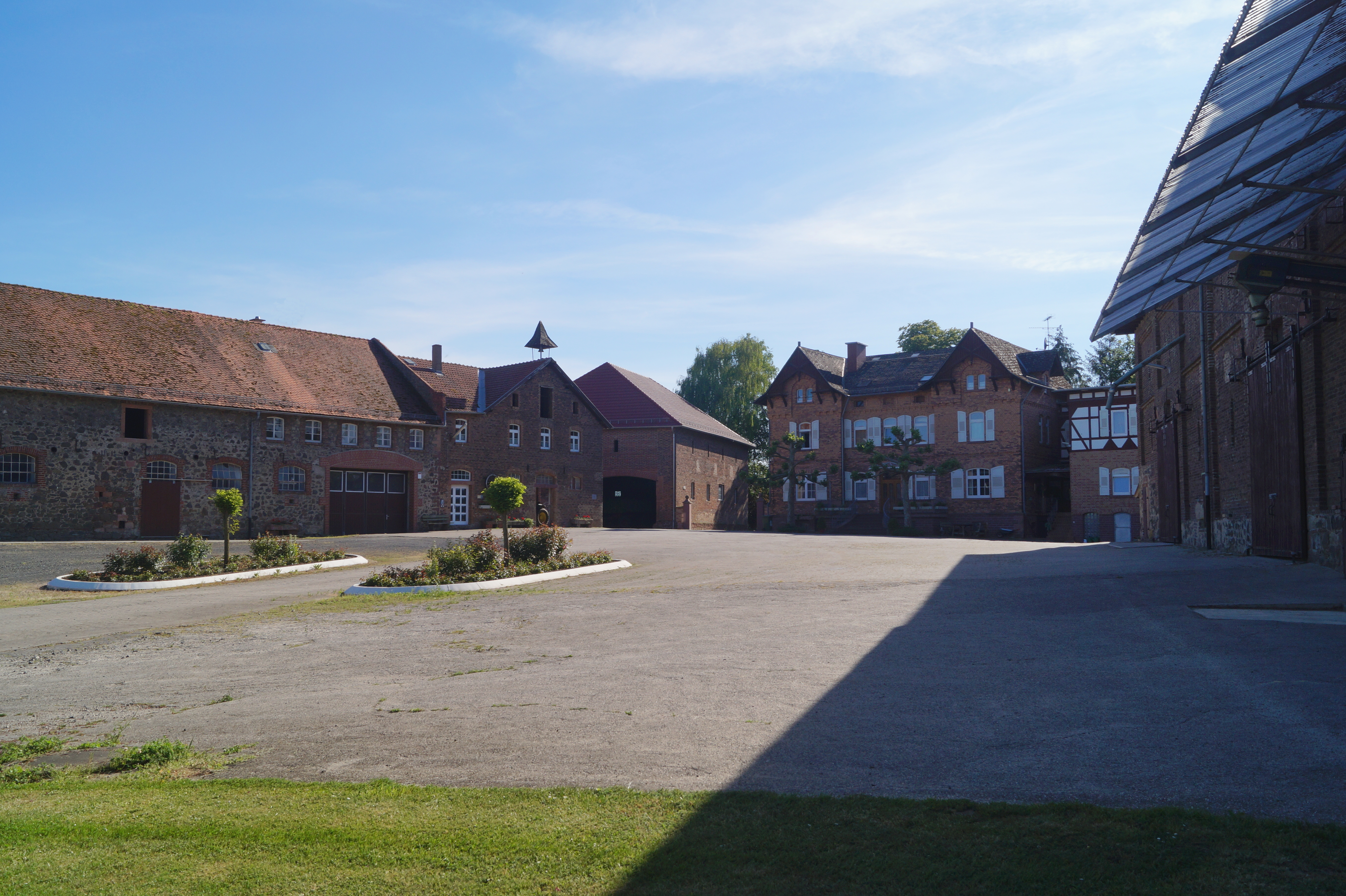
Baiersröderhof, Blick in den Hof von Nordosten

## Geografische Lage
Der Hof liegt auf einer Höhe von 150 m über NN in der Gemarkung Marköbel der Gemeinde Hammersbach im Main-Kinzig-Kreis im Bundesland Hessen, etwa 2,8 km nordwestlich von Marköbel entfernt.

## Geschichte
Der Baiersröderhof befand sich 1139 im Besitz des Klosters Ilbenstadt. Für die Herren von Carben sind hier 1385 und 1404 Rechte nachgewiesen, die sie als hanauisches Burglehn besaßen. Der Baiersröderhof war Bestandteil des Amtes Windecken der Herrschaft und ab 1429 Grafschaft Hanau, ab 1458: Grafschaft Hanau-Münzenberg. Kirchlich gehörte der Hof zur Pfarrgemeinde von Marköbel. Die Grafschaft Hanau-Münzenberg schloss sich in der Reformation zunächst der lutherischen Konfession an, ab 1597 war sie reformiert. 1634 bewohnten den Hof vier Familien.
Mit dem Tod des letzten Hanauer Grafen, Johann Reinhard III., 1736, fiel der Baiersröderhof – zusammen mit der ganzen Grafschaft Hanau-Münzenberg – an die Landgrafschaft Hessen-Kassel, aus der Anfang des 19. Jahrhunderts das Kurfürstentum Hessen hervorging. 1802 kauften die Grafen von Leiningen-Westerburg den Hof und veräußerten ihn anschließend an Kurhessen, wo er zur Staatsdomäne wurde. Während der napoleonischen Zeit stand der Baiersröder Hof ab 1806 unter französischer Militärverwaltung, gehörte 1807–1810 zum Fürstentum Hanau und dann von 1810 bis 1813 zum Großherzogtum Frankfurt, Departement Hanau. Anschließend fiel es wieder an das Kurfürstentum Hessen zurück. Dort wurde der Hof mit der Verwaltungsreform des Kurfürstentums Hessen von 1821, im Rahmen derer Kurhessen in vier Provinzen und 22 Kreise eingeteilt wurde, dem neu gebildeten Landkreis Hanau zugeschlagen. 1866 wurde das Kurfürstentum – und damit auch der Baiersröderhof – nach dem Deutsch-Österreichischen Krieg von Preußen annektiert und bildete nun einen Gutsbezirk. 1895 wohnten hier 37 Einwohner. 1928 wurden die Gutsbezirke in Preußen aufgelöst und der Baiersröder Hof wurde Marköbel zugeordnet. Nach dem Zweiten Weltkrieg lag er im Land Hessen. Mit der Gebietsreform in Hessen kam der Hof im neu gebildeten Main-Kinzig-Kreis zu liegen.

## Historische Namensformen
- Rode (1139)
- Rade (1319)
- Beiersrode (1348)
- Röderhof (1634)
- Pfaffenhof